# Thomas Kater
Thomas Kater (* 10. Mai 1966 in Bottrop) ist ein deutscher Philosoph.

## Karriere
Zwischen 1987 und 1993 studierte Kater Philosophie, Sozial-, Geschichts- und Wirtschaftswissenschaften in Bochum und Paderborn. Von 2009 bis 2012 vertrat er eine W3-Professur für Praktische Philosophie an der Universität Leipzig, an der er zusätzlich 2010 zum außerplanmäßigen Professor bestellt wurde. Seine Arbeitsschwerpunkte sind Politische Philosophie, Rechtsphilosophie und Ethik.

## Publikationen

### Monographien
- Politik, Recht, Geschichte: Zur Einheit der politischen Philosophie Immanuel Kants. Königshausen & Neumann, Würzburg 1999.

### Herausgaben
- Der verweigerte Friede. Der Verlust der Friedensbildlichkeit in der Moderne (hrsg. mit Albert Kümmel), Donat Verlag, Bremen 2003.
- „Der Friede ist keine leere Idee ...“ Bilder und Vorstellungen vom Frieden. Am Beginn der politischen Moderne (Frieden und Krieg. Beiträge zur Historischen Friedensforschung, Band 6), Klartext Verlag, Essen 2006.